# Kick Sauber C45
Chronologie des modèles (2025)
Kick Sauber C44
La Kick Sauber C45 est la monoplace de Formule 1 conçue par l'écurie suisse Kick Sauber et engagée sous la dénomination Stake F1 Team dans le cadre de la saison 2025 du championnat du monde de Formule 1. Elle est pilotée par un duo inédit constitué du Brésilien Gabriel Bortoleto qui fait ses débuts en championnat du monde et de l'Allemand Nico Hülkenberg, en provenance de Haas F1 Team.

## Présentation
La livrée de la nouvelle monoplace est dévoilée lors de l'événement F1 75 Live le 18 février 2025 ; la C45 conserve les mêmes couleurs vert fluo et noir que la C44, mais avec une nouvelle découpe incluant un dégradé.
D'aspect général semblable à la C44, la C45 s'en distingue par une aérodynamique revue, un refroidissement optimisé et de nouvelles suspensions.

## Résultats en championnat du monde de Formule 1
| Saison | Écurie                    | Moteur                                    | Pneus   | Pilotes           | Courses | Courses | Courses | Courses | Courses | Courses | Courses | Courses | Courses | Courses | Courses | Courses | Courses | Courses | Courses | Courses | Courses | Courses | Courses | Courses | Courses | Courses | Courses | Courses | Points inscrits | Classement |
| Saison | Écurie                    | Moteur                                    | Pneus   | Pilotes           | 1       | 2       | 3       | 4       | 5       | 6       | 7       | 8       | 9       | 10      | 11      | 12      | 13      | 14      | 15      | 16      | 17      | 18      | 19      | 20      | 21      | 22      | 23      | 24      | Points inscrits | Classement |
| ------ | ------------------------- | ----------------------------------------- | ------- | ----------------- | ------- | ------- | ------- | ------- | ------- | ------- | ------- | ------- | ------- | ------- | ------- | ------- | ------- | ------- | ------- | ------- | ------- | ------- | ------- | ------- | ------- | ------- | ------- | ------- | --------------- | ---------- |
| 2025   | Stake F1 Team Kick Sauber | Ferrari V6 turbo hybride Tipo 066/13 1.6L | Pirelli |                   | AUS     | CHN     | JAP     | BAH     | ARA     | MIA     | EMI     | MON     | ESP     | CAN     | AUT     | GBR     | BEL     | HON     | P-B     | ITA     | AZE     | SIN     | USA     | MEX     | BRE     | LVE     | QAT     | ABU     | 51              | 7e         |
| 2025   | Stake F1 Team Kick Sauber | Ferrari V6 turbo hybride Tipo 066/13 1.6L | Pirelli | Gabriel Bortoleto | Abd.    | 14e     | 19e     | 18e     | 18e     | Abd.    | 18e     | 14e     | 12e     | 14e     | 8e      | Abd.    | 9e      | 6e      |         |         |         |         |         |         |         |         |         |         | 51              | 7e         |
| 2025   | Stake F1 Team Kick Sauber | Ferrari V6 turbo hybride Tipo 066/13 1.6L | Pirelli | Nico Hülkenberg   | 7e      | 15e     | 16e     | Dsq.    | 15e     | 14e     | 12e     | 16e     | 5e      | 8e      | 9e      | 3e      | 12e     | 13e     |         |         |         |         |         |         |         |         |         |         | 51              | 7e         |

Légende : ici 
- *Le pilote n'a pas terminé la course mais est classé pour avoir parcouru 90% de la distance.